# Quai du Docteur-Gailleton
Pour les articles homonymes, voir Gailleton.
Le quai du Docteur-Gailleton est un quai de voie de circulation situé sur la rive droite du Rhône dans le 2e arrondissement de Lyon, en France.

## Situation et accès
Le quai débute quai Jules-Courmont au niveau de la rue de la Barre et du pont de la Guillotière et se termine cours de Verdun près du pont Gallieni avec une trémie sous chaque pont. Il passe devant les places Antonin-Poncet et Gailleton. Les rues Charles-Biennier, Sala, Laurencin, des Remparts-d'Ainay, Franklin, de Condé, Mazard et Duhamel finissent sur ce quai.
C'est une voie à chaussées séparées dont la circulation est importante car on se trouve sur ce qu'on appelle, à Lyon, l'axe nord sud.
Le quai est desservi par les lignes  C10   entre la place Poncet et le pont Gallieni ; la ligne   est aussi au niveau de la place Poncet mais bifurque au pont de l'Université tandis que les lignes  C9 C12
sont sur la portion entre la place poncet et le pont de la Guillotière.

## Origine du nom
En avril 1907, le quai de la Charité prend le nom d'Antoine Gailleton (1829-1904), médecin et maire de Lyon de 1881 à 1900.

## Histoire

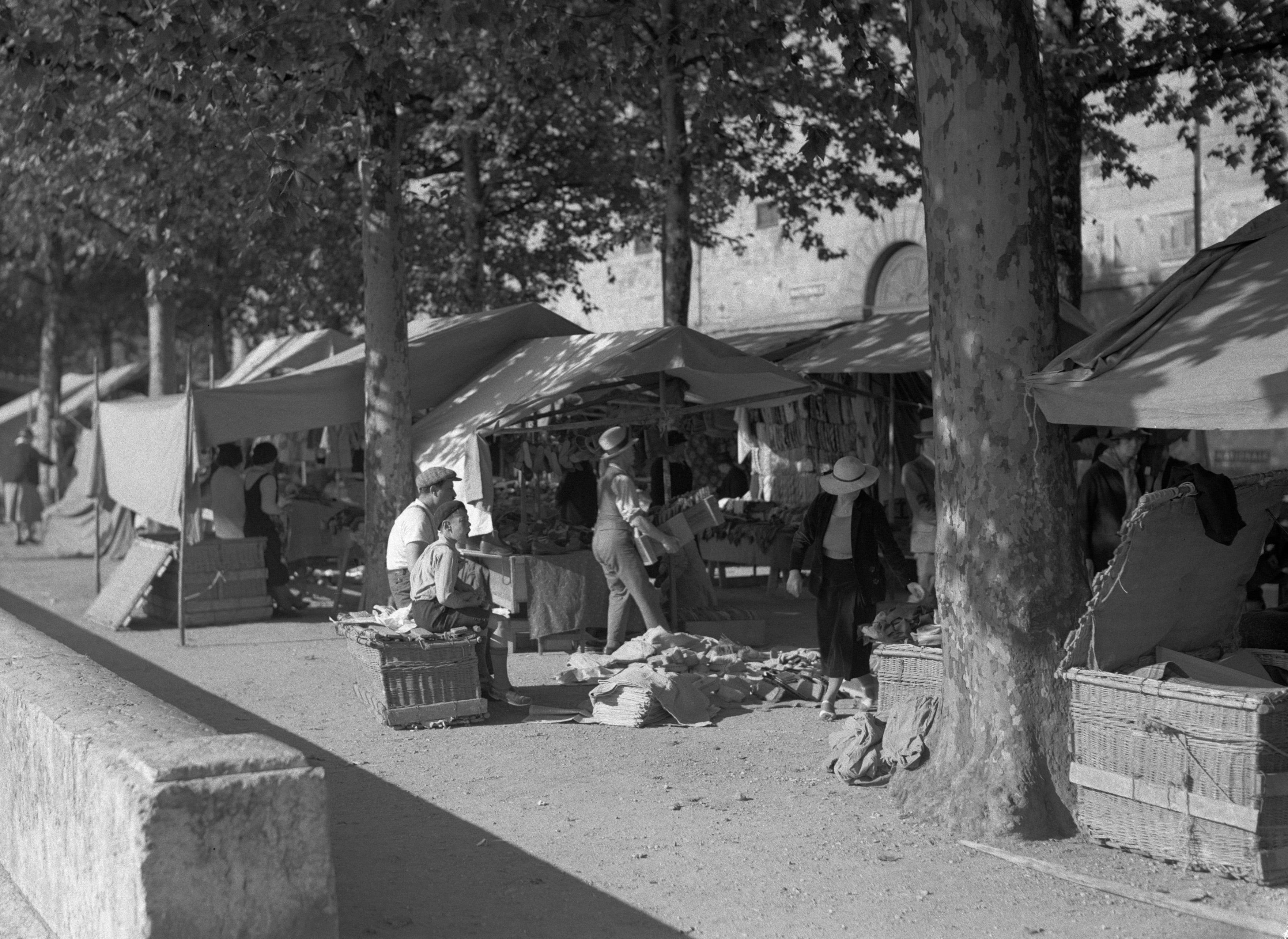
Marché sur le quai en 1935. Photographie : Willem van de Poll.

Avant 1830, le quai comprenait trois tronçons. 
Le premier de la rue de la Barre jusqu'à la place de la Charité est ouvert en 1772-1774 sous le nom de Bellescize, qui était un prévôt des marchands.
En 1775, Monsieur, frère du roi (qui deviendra Louis XVIII) passe à Lyon avec Marie-Joséphine de Savoie, son épouse. À cette occasion, le quai est nommé le quai Monsieur. Il devient le quai de Marseille en 1793, cours Napoléon en 1804 puis reprend le nom de quai Monsieur en 1815. Il est finalement rattaché au quai de la Charité en 1830.
Le deuxième tronçon était entre la place de la Charité et la place Grollier. Il porte le nom de quai de la Charité, cours Napoléon puis de nouveau quai de la Charité. La troisième partie partait de la place Grollier jusqu'au cours du Midi. Il s'est appelé quai d'Orient, cours Napoléon, quai d'Angoulême en 1815 puis quai de la Charité en 1830.

Au N°34, Louis-Hector Allemand (1809-1886), peintre et graveur qui a vécu ici jusqu'à sa mort. Aussi Jules Courmont habitait ici
Au N°36, c'est ici que Laurent de Dignoscyo (1795-1876) décède. Il habite premièrement rue Saint-Dominique pour habiter quai de la Charité, d'abord au N°152 entre 1840 et 1850 ; au N°30 entre 1850 et 1860 puis au N°36 entre 1860 et 1876. Aussi Jules Courmont habitait ici
Au N°40, Robert Proton de la Chapelle (1894-1982) a vécu ici jusqu'à sa mort. Il était compositeur et homme politique français, membre de l'académie des sciences, belles-lettres et arts de Lyon.